# La nave dei mostri
La nave dei mostri (La nave de los monstruos) è un film messicano del 1960 diretto da Rogelio A. González ed interpretato da Lalo Gonzalez 'Piporro', Ana Bertha Lepe, Lorena Velázquez e Consuelo Frank.

## Trama
La regina di Venere invia in missione nell'universo due formose astronaute, Gamma e Beta, affinché ne riportino esemplari maschi per ripopolare il pianeta, rimasto a corto di uomini.
Le due donne, che nel viaggio sono accompagnate dal robot Tor, finiscono sulla Terra, mettono gli occhi sul "charro" Lauriano e subito se ne innamorano. Gamma è buona e dolce, ma Beta è fatta di ben altra pasta e vorrebbe Lauriano tutto per sé (forse intende anche ucciderlo, essendo lei una vampira). Quando Beta riceve una condanna a morte dalla regina di Venere per aver vampirizzato un terrestre, essa si ribella, prende il controllo del robot e libera dall'astronave quattro mostri prigionieri: Uk il ciclope, Utirr una creatura aracniforme, Tagual il principe di Marte e Zok lo scheletro vivente, col progetto di conquistare la Terra.

## Produzione
La pellicola fu girata nell'aprile-maggio 1959 (riprese iniziate il 20 aprile) negli Studi Churubusco.

## Accoglienza e distribuzione
L'anteprima messicana del film si tenne il 22 gennaio 1960 al cinemex Palacio Chino di Città del Messico. In Italia, invece, fu distribuito dalla I.F.I. nel 1961. Praticamente ignorato nel periodo della sua prima uscita, nel corso degli anni è diventato per molti un piccolo film culto.
Il doppiaggio venne affidato alla CID. La voce italiana del charro Lauriano è quella di Raffaele Pisu, allora celebre anche per le sue partecipazioni a note trasmissioni televisive come L'amico del giaguaro.
Nel 2011 il film è stato distribuito in italiano in DVD per la Sinister Cinema.

## Colonna sonora
La colonna sonora originale è opera di Sergio Guerrero. Durante il film, Eulalio González  canta le seguenti canzoni, scritte da lui stesso: Estrella del Deseo, Nace el Amor, Levantando Polvareda e La Embarcación. Inoltre, durante la sequenza ambientata nella grotta, egli canta e balla insieme alla Velázquez il celebre cha-cha-cha Eso es el amor del 1958.